# Cônjuge do Primeiro-Ministro de Portugal
Cônjuge do Primeiro-Ministro de Portugal é o título não oficial atribuído à esposa do Primeiro-Ministro de Portugal, ou a quem com ele viva em união de facto.
A Constituição da República Portuguesa não prevê a existência da figura da «cônjuge do Primeiro-Ministro de Portugal», embora a esposa do Primeiro-Ministro receba essa deferência com frequência até pelas altas individualidades, ou mais recentemente, pela vacância de Primeira-dama (esposa do Presidente da Republica Portuguesa), a esposa do chefe de governo, é muitas das vezes apelidada de «Primeira-dama». A Lei das Precedências do Protocolo do Estado Português atribui aos cônjuges das altas entidades públicas (nas quais se inclui o Primeiro-Ministro), ou a quem com elas viva em união de facto, precedência protocolar equiparada quando estejam a acompanhá-las, no caso do Cônjuge do Primeiro-Ministro, ocupará a 3º posição na hierarquia do Estado.
Teoricamente, o seu papel é a acompanhar o Primeiro-Ministro, em eventos e cerimonias de Estado ou eventos de outra natureza institucionais, muitas delas continuam a desempenhar as suas profissões anteriores há chegada do marido há chefia do governo ou desempenham funções de presidência de algumas associações de beneficência ou funções politicas, nos casos mais recentes, Maria Barroso, deputada, Maria Fernanda da Mota Pinto, Provedora da Santa Casa da Misericórdia de Lisboa e deputada, Catarina Vaz Pinto, secretária de Estado e vereadora, Margarida Sousa Uva, vice-presidente da Associação Portuguesa de Crianças Desaparecidas.
Como já abordado anteriormente, recentemente durante a presidência de Marcelo Rebelo de Sousa que mantém uma relação com Rita Maria Lagos do Amaral Cabral, que nunca participou em atos oficiais ou desempenhou o papel de primeira-dama. Dadas estas circunstâncias, o título de primeira-dama foi por esta altura por vezes dado informalmente à cônjuge do Primeiro-Ministro: Fernanda Tadeu (mulher de António Costa) e Carla Montenegro (mulher de Luís Montenegro).

## Lista de cônjuges dos Primeiros-Ministros desde 1834
Desde 1834, Portugal teve 75 cônjuges dos 90 chefe de governo que Portugal teve desde essa data, teve também 10 chefes de governo viúvos, que desses 10, 4 enviuvaram enquanto chefiavam o governo, 2 divorciados, 9 solteiros enquanto chefiavam o governo, e 1 que casou durante o mandato.
A 23 de julho de 2025, estavam vivas 9 cônjuges: Maria de Lurdes Nobre da Costa, Maria Fernanda da Mota Pinto, Isabel Sá Carneiro, Maria José Freitas do Amaral, Mercedes Balsemão, Maria Cavaco Silva, Catarina Vaz Pinto, Fernanda Tadeu e Carla Montenegro. A última cônjuge a falecer foi Maria Claudiana Almeida e Costa, em 3 de fevereiro de 2021.
| Cônjuge                              | Cônjuge | Idade ao assumir função               | Período                              | Período                              | Chefe de governo (data de casamento)         | Ref./N.                              |
| Cônjuge                              | Cônjuge | Idade ao assumir função               | Inicio                               | Fim                                  | Chefe de governo (data de casamento)         | Ref./N.                              |
| Monarquia Constitucional (1834–1910) | Monarquia Constitucional (1834–1910) | Monarquia Constitucional (1834–1910)  | Monarquia Constitucional (1834–1910) | Monarquia Constitucional (1834–1910) | Monarquia Constitucional (1834–1910)         | Monarquia Constitucional (1834–1910) |
| ------------------------------------ | --- | ------------------------------------- | ------------------------------------ | ------------------------------------ | -------------------------------------------- | ------------------------------------ |
|                                      | Eugénia Francisca Maria Ana Júlia Felizarda Apolónia Xavier Teles da Gama n. 4 de janeiro de 1798 m. 20 de abril de 1848 (50 anos)                 | 36 anos, 293 dias                     | 24 de setembro de 1834               | 28 de abril de 1835                  | Pedro de Sousa Holstein 1810                 | [ 11 ]                               |
|                                      | Catarina Juliana de Sousa Holstein n. 28 de março de 1791 m. 21 de agosto de 1871 (80 anos)                                                        | 44 anos, 37 dias                      | 4 de maio de 1835                    | 27 de maio de 1835                   | Vitório de Sousa Coutinho 1820               | [ 11 ]                               |
|                                      | Maria Theresa Margaret Horan FitzGerald n. 16 de dezembro de 1796 m. 13 de agosto de 1855 (58 anos)                                                | 38 anos, 162 dias                     | 27 de maio de 1835                   | 18 de novembro de 1835               | João Carlos de Saldanha Oliveira e Daun 1814 | [ 11 ]                               |
| Vago (solteiro)                      | Vago (solteiro) | Vago (solteiro)                       | 25 de novembro de 1835               | 19 de abril de 1836                  | José Jorge Loureiro                          | [ 11 ]                               |
|                                      | Maria Ana Luísa Filomena de Mendonça n. 5 de dezembro de 1808 m. 1 de julho de 1866 (57 anos)                                                      | 27 anos, 136 dias                     | 19 de abril de 1836                  | 10 de setembro de 1836               | António José de Sousa Manuel de Meneses 1821 | [ 11 ]                               |
|                                      | Luísa Henriqueta de Menezes Silveira e Castro n. 15 de julho de 1789 m. 17 de agosto de 1880 (91 anos)                                             | 47 anos, 57 dias                      | 10 de setembro de 1836               | 4 de novembro de 1836                | José da Gama Carneiro e Sousa 1807           | [ 11 ]                               |
|                                      | Maria José de Almeida e Noronha n. 3 de junho de 1795 m. 22 de agosto de 1851 (56 anos)                                                            | 41 anos, 154 dias                     | 4 de novembro de 1836                | 5 de novembro de 1836                | José Bernardino de Portugal e Castro 1816    | [ 11 ]                               |
| Vago (solteiro)                      | Vago (solteiro) | Vago (solteiro)                       | 5 de novembro de 1836                | 1 de junho de 1837                   | Bernardo de Sá Nogueira de Figueiredo        | [ 11 ]                               |
|                                      | Rita de Cássia de Azevedo Coutinho Dias de Oliveira n. 25 de novembro de 1794 m. 9 de fevereiro de 1887 (92 anos)                                  | 42 anos, 189 dias                     | 2 de junho de 1837                   | 10 de agosto de 1837                 | António Dias de Oliveira 1829                | [ 11 ]                               |
| Vago (solteiro)                      | Vago (solteiro) | Vago (solteiro)                       | 10 de agosto de 1837                 | 18 de abril de 1839                  | Bernardo de Sá Nogueira de Figueiredo        | [ 11 ]                               |
| Vago (solteiro)                      | Vago (solteiro) | Vago (solteiro)                       | 18 de abril de 1839                  | 26 de novembro de 1839               | Rodrigo Pinto Pizarro                        | [ 11 ]                               |
|                                      | Jerónima Emília Godinho Valdez n. 20 de fevereiro de 1790 m. 2 de novembro de 1866 (76 anos)                                                       | 49 anos, 279 dias                     | 26 de novembro de 1839               | 9 de junho de 1841                   | José Travassos Valdez 1813                   | [ 11 ]                               |
| Vago (solteiro)                      | Vago (solteiro) | Vago (solteiro)                       | 9 de junho de 1841                   | 7 de fevereiro de 1842               | Joaquim António de Aguiar                    | [ 11 ]                               |
|                                      | Eugénia Francisca Maria Ana Júlia Felizarda Apolónia Xavier Teles da Gama n. 4 de janeiro de 1798 m. 20 de abril de 1848 (50 anos)                 | 44 anos, 34 dias                      | 7 de fevereiro de 1842               | 8 de fevereiro de 1842               | Pedro de Sousa Holstein 1810                 | [ 11 ]                               |
|                                      | Maria Ana Luísa Filomena de Mendonça n. 5 de dezembro de 1808 m. 1 de julho de 1866 (57 anos)                                                      | 33 anos, 66 dias                      | 9 de fevereiro de 1842               | 20 de maio de 1846                   | António José de Sousa Manuel de Meneses 1821 | [ 11 ]                               |
|                                      | Eugénia Francisca Maria Ana Júlia Felizarda Apolónia Xavier Teles da Gama n. 4 de janeiro de 1798 m. 20 de abril de 1848 (50 anos)                 | 48 anos, 136 dias                     | 20 de maio de 1846                   | 6 de outubro 1846                    | Pedro de Sousa Holstein 1810                 | [ 11 ]                               |
|                                      | Maria Theresa Margaret Horan FitzGerald n. 16 de dezembro de 1796 m. 13 de agosto de 1855 (58 anos)                                                | 49 anos, 294 dias                     | 6 de outubro 1846                    | 18 de junho de 1849                  | João Carlos de Saldanha Oliveira e Daun 1814 | [ 11 ]                               |
|                                      | Louise Mitchell Meredith Read n. 11 de setembro de 1816 m. 5 de fevereiro de 1885 (68 anos)                                                        | 32 anos, 280 dias                     | 18 de junho de 1849                  | 26 de abril de 1851                  | António Bernardo da Costa Cabral 1834        | [ 11 ]                               |
|                                      | Maria Ana Luísa Filomena de Mendonça n. 5 de dezembro de 1808 m. 1 de julho de 1866 (57 anos)                                                      | 42 anos, 142 dias                     | 26 de abril de 1851                  | 1 de maio de 1851                    | António José de Sousa Manuel de Meneses 1821 | [ 11 ]                               |
|                                      | Maria Theresa Margaret Horan FitzGerald n. 16 de dezembro de 1796 m. 13 de agosto de 1855 (58 anos)                                                | 54 anos, 136 dias                     | 1 de maio de 1851                    | 13 de agosto de 1855✝                | João Carlos de Saldanha Oliveira e Daun 1814 | [ 11 ]                               |
| Vago (viúvo)                         | Vago (viúvo) | Vago (viúvo)                          | 13 de agosto de 1855                 | 6 de junho de 1856                   | João Carlos de Saldanha Oliveira e Daun 1814 | [ 11 ]                               |
|                                      | Ana de Jesus Maria de Bragança n. 28 de outubro de 1806 m. 22 de junho de 1857 (50 anos)                                                           | 49 anos, 222 dias                     | 6 de junho de 1856                   | 22 de junho de 1857✝                 | Nuno José de Moura Barreto 1827              | [ 11 ]                               |
| Vago (viúvo)                         | Vago (viúvo) | Vago (viúvo)                          | 22 de junho de 1857                  | 16 de março de 1859                  | Nuno José de Moura Barreto 1827              | [ 11 ]                               |
|                                      | Maria Ana Luísa Filomena de Mendonça n. 5 de dezembro de 1808 m. 1 de julho de 1866 (57 anos)                                                      | 50 anos, 101 dias                     | 16 de março de 1859                  | 26 de abril de 1860                  | António José de Sousa Manuel de Meneses 1821 |                                      |
| Vago (solteiro)                      | Vago (solteiro) | Vago (solteiro)                       | 1 de maio de 1860                    | 4 de julho de 1860                   | Joaquim António de Aguiar                    |                                      |
| Vago (viúvo)                         | Vago (viúvo) | Vago (viúvo)                          | 4 de julho de 1860                   | 17 de abril de 1865                  | Nuno José de Moura Barreto                   |                                      |
| Vago (solteiro)                      | Vago (solteiro) | Vago (solteiro)                       | 17 de abril de 1865                  | 4 de setembro de 1865                | Bernardo de Sá Nogueira de Figueiredo        |                                      |
| Vago (solteiro)                      | Vago (solteiro) | Vago (solteiro)                       | 4 de setembro de 1865                | 4 de janeiro de 1868                 | Joaquim António de Aguiar                    |                                      |
|                                      | Emilia Barbara Hegnauer de Ávila n. 21 de fevereiro de 1829 m. 27 de setembro de 1910 (81 anos)                                                    | 38 anos, 317 dias                     | 4 de janeiro de 1868                 | 22 de julho de 1868                  | António José de Ávila 1850                   |                                      |
| Vago (solteiro)                      | Vago (solteiro) | Vago (solteiro)                       | 22 de julho de 1868                  | 11 de agosto de 1869                 | Bernardo de Sá Nogueira de Figueiredo        |                                      |
| Vago (viúvo)                         | Vago (viúvo) | Vago (viúvo)                          | 11 de agosto de 1869                 | 19 de maio de 1870                   | Nuno José de Moura Barreto                   |                                      |
|                                      | Charlotte Elisabeth Mary Smith Saldanha n. 10 de março de 1810 m. 22 de janeiro de 1886 (81 anos)                                                  | 60 anos, 70 dias                      | 19 de maio de 1870                   | 29 de agosto de 1870                 | João Carlos de Saldanha Oliveira e Daun 1856 |                                      |
| Vago (solteiro)                      | Vago (solteiro) | Vago (solteiro)                       | 29 de agosto de 1870                 | 29 de outubro de 1870                | Bernardo de Sá Nogueira de Figueiredo        |                                      |
|                                      | Emilia Barbara Hegnauer de Ávila n. 21 de fevereiro de 1829 m. 27 de setembro de 1910 (81 anos)                                                    | 41 anos, 250 dias                     | 29 de outubro de 1870                | 13 de setembro de 1871               | António José de Ávila 1850                   |                                      |
| Vago (viúvo)                         | Vago (viúvo) | Vago (viúvo)                          | 13 de setembro de 1871               | 5 de março de 1877                   | António Maria de Fontes Pereira de Melo      |                                      |
|                                      | Emilia Barbara Hegnauer de Ávila n. 21 de fevereiro de 1829 m. 27 de setembro de 1910 (81 anos)                                                    | 48 anos, 12 dias                      | 5 de março de 1877                   | 29 de janeiro de 1878                | António José de Ávila 1850                   |                                      |
| Vago (viúvo)                         | Vago (viúvo) | Vago (viúvo)                          | 29 de janeiro de 1878                | 1 de junho de 1879                   | António Maria de Fontes Pereira de Melo      |                                      |
| Vago (solteiro)                      | Vago (solteiro) | Vago (solteiro)                       | 1 de junho de 1879                   | 25 de março de 1881                  | Anselmo José Braamcamp                       |                                      |
| Vago (viúvo)                         | Vago (viúvo) | Vago (viúvo)                          | 25 de março de 1881                  | 14 de novembro de 1881               | António Rodrigues Sampaio                    |                                      |
| Vago (viúvo)                         | Vago (viúvo) | Vago (viúvo)                          | 14 de novembro de 1881               | 20 de fevereiro de 1886              | António Maria de Fontes Pereira de Melo      |                                      |
|                                      | Maria Emília Cancela Seabra de Castro n. 11 de setembro de 1847 m. 7 de setembro de 1933 (85 anos)                                                 | 38 anos, 162 dias                     | 20 de fevereiro de 1886              | 14 de janeiro de 1890                | José Luciano de Castro 1867                  |                                      |
|                                      | Anne Zoé Bernex Philipon de Serpa Pimentel n. 24 de junho de 1840 m. 25 de novembro de 1916 (76 anos)                                              | 49 anos, 204 dias                     | 14 de janeiro de 1890                | 14 de outubro de 1890                | António de Serpa Pimentel 1862               |                                      |
| Vago (viúvo)                         | Vago (viúvo) | Vago (viúvo)                          | 14 de outubro de 1890                | 17 de janeiro de 1892                | João Crisóstomo de Abreu e Sousa             |                                      |
| Vago (viúvo)                         | Vago (viúvo) | Vago (viúvo)                          | 17 de janeiro de 1892                | 23 de fevereiro de 1893              | José Dias Ferreira                           |                                      |
|                                      | Joana Rebelo de Chaves Hintze Ribeiro n. 4 de fevereiro de 1854 m. 4 de setembro de 1940 (86 anos)                                                 | 39 anos, 19 dias                      | 23 de fevereiro de 1893              | 7 de fevereiro de 1897               | Ernesto Hintze Ribeiro 1873                  |                                      |
|                                      | Maria Emília Cancela Seabra de Castro n. 11 de setembro de 1847 m. 7 de setembro de 1933 (85 anos)                                                 | 49 anos, 149 dias                     | 7 de fevereiro de 1897               | 25 de junho de 1900                  | José Luciano de Castro 1867                  |                                      |
|                                      | Joana Rebelo de Chaves Hintze Ribeiro n. 4 de fevereiro de 1854 m. 4 de setembro de 1940 (86 anos)                                                 | 46 anos, 141 dias                     | 25 de junho de 1900                  | 20 de outubro de 1904                | Ernesto Hintze Ribeiro 1873                  |                                      |
|                                      | Maria Emília Cancela Seabra de Castro n. 11 de setembro de 1847 m. 7 de setembro de 1933 (85 anos)                                                 | 57 anos, 39 dias                      | 20 de outubro de 1904                | 20 de março de 1906                  | José Luciano de Castro 1867                  |                                      |
|                                      | Joana Rebelo de Chaves Hintze Ribeiro n. 4 de fevereiro de 1854 m. 4 de setembro de 1940 (86 anos)                                                 | 52 anos, 44 dias                      | 20 de março de 1906                  | 19 de maio de 1906                   | Ernesto Hintze Ribeiro 1873                  |                                      |
|                                      | Maria Lívia Ferrari Schindler Franco Castelo Branco n. 17 de fevereiro de 1858 m. 7 de setembro de 1950 (92 anos)                                  | 48 anos, 91 dias                      | 19 de maio de 1906                   | 4 de fevereiro de 1908               | João Franco 1887                             |                                      |
| Vago (viúvo)                         | Vago (viúvo) | Vago (viúvo)                          | 4 de fevereiro de 1908               | 25 de dezembro de 1908               | Francisco Ferreira do Amaral                 |                                      |
|                                      | Maria da Natividade Peixoto Meireles de Campos Henriques n. 8 de setembro de 1864 m. 3 de novembro de 1951 (87 anos)                               | 44 anos, 108 dias                     | 25 de dezembro de 1908               | 11 de abril de 1909                  | Artur de Campos Henriques 1884               |                                      |
| Vago (solteiro)                      | Vago (solteiro) | Vago (solteiro)                       | 11 de abril de 1909                  | 14 de maio de 1909                   | Sebastião Sousa Teles                        |                                      |
|                                      | Antónia Adelaide Ferreira de Lima n. 10 de julho de 1858 m. 7 de dezembro de 1937 (79 anos)                                                        | 50 anos, 308 dias                     | 14 de maio de 1909                   | 22 de dezembro de 1909               | Venceslau de Lima 1879                       |                                      |
|                                      | Elisa Martinez da Veiga Beirão n. 1847 m. Desconhecido                                                                                             | 62 anos, 355 dias a 61 anos, 356 dias | 22 de dezembro de 1909               | 26 de junho de 1910                  | Francisco da Veiga Beirão 1901               |                                      |
|                                      | Emília Teixeira de Sampaio e Sousa n. 24 de outubro de 1868 m. Desconhecido                                                                        | 41 anos, 245 dias                     | 26 de junho de 1910                  | 5 de outubro de 1910                 | António Teixeira de Sousa 1892               |                                      |
|                                      | Primeira República (1910–1926) |                                       |                                      |                                      |                                              |                                      |
|                                      | Maria do Carmo Xavier de Oliveira de Barros Leite Braga n. 14 de novembro de 1841 m. 14 de setembro de 1911 (69 anos)                              | 68 anos, 325 dias                     | 5 de outubro de 1910                 | 4 de setembro de 1911                | Teófilo Braga 1868                           |                                      |
|                                      | Maria Teresa Pereira da Silva Chagas n. 30 de agosto de 1876 m. 6 de janeiro de 1949 (72 anos)                                                     | 35 anos, 5 dias                       | 4 de setembro de 1911                | 13 de novembro de 1911               | João Pinheiro Chagas 1909                    |                                      |
|                                      | Hermínia Laura de Albuquerque Moreira de Vasconcelos n. 2 de setembro de 1869 m. 28 de setembro de 1947 (78 anos)                                  | 42 anos, 72 dias                      | 13 de novembro de 1911               | 16 de junho de 1912                  | Augusto de Vasconcelos 1906                  |                                      |
|                                      | Maria Eulália Falcão de Magalhães Leite n. 7 de outubro de 1880 m. 13 de outubro de 1968 (88 anos)                                                 | 31 anos, 253 dias                     | 16 de junho de 1912                  | 9 de janeiro de 1913                 | Duarte Leite 1898                            |                                      |
|                                      | Alzira de Jesus Coelho de Campos de Barros Mendes de Abreu n. 20 de abril de 1875 m. 21 de fevereiro de 1970 (94 anos)                             | 37 anos, 264 dias                     | 9 de janeiro de 1913                 | 9 de fevereiro de 1914               | Afonso Costa 1892                            |                                      |
|                                      | Elzira Dantas Gonçalves Pereira Machado n. 15 de dezembro de 1865 m. 22 de abril de 1942 (76 anos)                                                 | 48 anos, 56 dias                      | 9 de fevereiro de 1914               | 12 de dezembro de 1914               | Bernardino Machado 1882                      |                                      |
|                                      | Aurora Elizenda Ramires Leal de Azevedo Coutinho n. 10 de setembro de 1874 m. 7 de abril de 1916 (41 anos)                                         | 40 anos, 93 dias                      | 12 de dezembro de 1914               | 25 de janeiro de 1915                | Victor Hugo de Azevedo Coutinho 1898         |                                      |
|                                      | Emília Augusta Freitas Pimenta de Castro n. 20 de janeiro de 1841 m. 25 de setembro de 1939 (98 anos)                                              | 74 anos, 5 dias                       | 25 de janeiro de 1915                | 14 de maio de 1915                   | Joaquim Pimenta de Castro 1875               |                                      |
|                                      | Maria Teresa Pereira da Silva Chagas n. 30 de agosto de 1876 m. 6 de janeiro de 1949 (72 anos)                                                     | 38 anos, 257 dias                     | 14 de maio de 1915                   | 17 de maio de 1915                   | João Pinheiro Chagas 1909                    |                                      |
|                                      | Maria Benedita da Cunha Pignatelli de Castro n. 25 de setembro de 1853 m. 21 de fevevereiro de 1946 (92 anos)                                      | 61 anos, 234 dias                     | 17 de maio de 1915                   | 30 de novembro de 1915               | José de Castro 1874                          |                                      |
|                                      | Alzira de Jesus Coelho de Campos de Barros Mendes de Abreu n. 20 de abril de 1875 m. 21 de fevereiro de 1970 (94 anos)                             | 40 anos, 224 dias                     | 30 de novembro de 1915               | 16 de março de 1916                  | Afonso Costa 1892                            |                                      |
|                                      | Maria Joana Morais Perdigão Queiroga de Almeida n. 9 de março de 1885 m. 26 de junho de 1965 (80 anos)                                             | 31 anos, 7 dias                       | 16 de março de 1916                  | 25 de abril de 1917                  | António José de Almeida 1910                 |                                      |
|                                      | Alzira de Jesus Coelho de Campos de Barros Mendes de Abreu n. 20 de abril de 1875 m. 21 de fevereiro de 1970 (94 anos)                             | 42 anos, 5 dias                       | 25 de abril de 1917                  | 19 de novembro de 1917               | Afonso Costa 1892                            |                                      |
|                                      | Ester Newton Pereira Norton de Matos n. 7 de novembro de 1866 m. 7 de abril de 1941 (74 anos)                                                      | 50 anos, 334 dias                     | 7 de outubro de 1917                 | 8 de dezembro de 1917                | José Norton de Matos 1905                    |                                      |
|                                      | Maria dos Prazeres Martins Bessa Pais n. 29 de dezembro de 1867 m. 14 de setembro de 1945 (77 anos)                                                | 49 anos, 347 dias                     | 11 de dezembro de 1917               | 14 de dezembro de 1918               | Sidónio Pais 1895                            |                                      |
|                                      | Mariana de Santo António Moreira Freire Correia Manuel Torres de Aboim do Canto e Castro n. 12 de junho de 1866 m. 18 de janeiro de 1946 (79 anos) | 52 anos, 185 dias                     | 14 de dezembro de 1918               | 23 de dezembro de 1918               | João do Canto e Castro 1891                  |                                      |
|                                      | Maria Luísa da Cunha e Silva Tamagnini Barbosa n. 20 de outubro de 1886 m. 2 de novembro de 1978 (92 anos)                                         | 32 anos, 64 dias                      | 23 de dezembro de 1918               | 27 de janeiro de 1919                | João Tamagnini Barbosa 1912                  |                                      |
|                                      | Eugénia Antónia de Loureiro da Silva Mendes Relvas n. 19 de julho de 1865 m. 30 de maio de 1951 (85 anos)                                          | 53 anos, 192 dias                     | 27 de janeiro de 1919                | 30 de março de 1919                  | José Relvas 1882                             |                                      |
|                                      | Maria Leopoldina Guimaraes Carvalho Pereira n. 19 de setembro de 1882 m. 21 de novembro de 1975 (93 anos)                                          | 36 anos, 192 dias                     | 30 de março de 1919                  | 29 de junho de 1919                  | Domingos Leite Pereira Desconhecido          |                                      |
| Vago (solteiro)                      | Vago (solteiro) | Vago (solteiro)                       | 29 de junho de 1919                  | 21 de janeiro de 1920                | Alfredo de Sá Cardoso                        |                                      |
|                                      | Adelaide Augusta de Menezes Parreira Fernandes Costa n. 4 de outubro de 1871 m. 12 de janeiro de 1953 (81 anos)                                    | 48 anos, 103 dias                     | 15 de janeiro de 1920                | 15 de janeiro de 1920                | Francisco Fernandes Costa 1889               |                                      |
|                                      | Maria Leopoldina Guimaraes Carvalho Pereira n. 19 de setembro de 1882 m. 21 de novembro de 1975 (93 anos)                                          | 37 anos, 124 dias                     | 21 de janeiro de 1920                | 8 de março de 1920                   | Domingos Leite Pereira Desconhecido          |                                      |
|                                      | Amélia Augusta de Almeida Beja Vaz Soares Batista n. 17 de junho de 1871 m. 28 de maio de 1924 (52 anos)                                           | 48 anos, 265 dias                     | 8 de março de 1920                   | 6 de junho de 1920                   | António Maria Baptista Desconhecido          |                                      |
|                                      | Maria Antónia de Matos Cardoso Ramos Preto n. 8 de novembro de 1873 m. Desconhecido                                                                | 46 anos, 211 dias                     | 6 de junho de 1920                   | 26 de junho de 1920                  | José Ramos Preto 1896                        |                                      |
|                                      | Adelina Antónia Marques de Lemos da Silva n. 17 de fevereiro de 1873 m. 22 de dezembro de 1929 (56 anos)                                           | 47 anos, 130 dias                     | 26 de junho de 1920                  | 19 de julho de 1920                  | António Maria da Silva 1912                  |                                      |
|                                      | Cândida dos Anjos Lamelas Granjo n. 18 de junho de 1879 m. 10 de abril de 1960 (80 anos)                                                           | 41 anos, 31 dias                      | 19 de julho de 1920                  | 20 de novembro de 1920               | António Granjo 1906                          |                                      |
|                                      | Maria Rosa de Meireles Coutinho Garrido de Castro n. 11 de janeiro de 1883 m. 19 de novembro de 1966 (83 anos)                                     | 37 anos, 314 dias                     | 20 de novembro de 1920               | 30 de novembro de 1920               | Álvaro de Castro 1906                        |                                      |
|                                      | Maria Augusta Supico Pinto n. 3 de dezembro de 1879 m. 26 de março de 1954 (74 anos)                                                               | 40 anos, 363 dias                     | 30 de novembro de 1920               | 2 de março de 1921                   | Liberato Pinto 1905                          |                                      |
|                                      | Elzira Dantas Gonçalves Pereira Machado n. 15 de dezembro de 1865 m. 22 de abril de 1942 (76 anos)                                                 | 55 anos, 77 dias                      | 2 de março de 1921                   | 24 de maio de 1921                   | Bernardino Machado 1882                      |                                      |
|                                      | Cristina Augusta Fernandes de Barros Queirós n. 12 de setembro de 1867 m. 8 de fevereiro de 1962 (94 anos)                                         | 53 anos, 254 dias                     | 24 de maio de 1921                   | 30 de agosto de 1921                 | Tomé de Barros Queirós 1890                  |                                      |
|                                      | Cândida dos Anjos Lamelas Granjo n. 18 de junho de 1879 m. 10 de abril de 1960 (80 anos)                                                           | 42 anos, 73 dias                      | 30 de agosto de 1921                 | 19 de outubro de 1921                | António Granjo 1906                          |                                      |
|                                      | Maria do Loreto Botelho Correia Mourão Coelho n. 15 de setembro de 1864 m. 21 de outubro de 1942 (78 anos)                                         | 57 anos, 34 dias                      | 19 de outubro de 1921                | 5 de novembro de 1921                | Manuel Maria Coelho 1885                     |                                      |
|                                      | Maria Helena Monteiro Malheiro Dias Maia Pinto n. 8 de dezembro de 1867 m. 22 de setembro de 1957 (89 anos)                                        | 53 anos, 332 dias                     | 5 de novembro de 1921                | 16 de dezembro de 1921               | Carlos Maia Pinto 1896                       |                                      |
|                                      | Maria José Videira da Cunha Leal n. 19 de outubro de 1892 m. 12 de maio de 1971 (78 anos)                                                          | 29 anos, 58 dias                      | 16 de dezembro de 1921               | 6 de fevereiro de 1922               | Francisco da Cunha Leal 1914                 |                                      |
|                                      | Adelina Antónia Marques de Lemos da Silva n. 17 de fevereiro de 1873 m. 22 de dezembro de 1929 (56 anos)                                           | 48 anos, 354 dias                     | 6 de fevereiro de 1922               | 15 de novembro de 1923               | António Maria da Silva 1912                  |                                      |
|                                      | Maria da Piedade de Almeida Topinho Ginestal Machado n. 6 de fevereiro de 1884 m. 28 de março de 1963 (79 anos)                                    | 38 anos, 282 dias                     | 15 de novembro de 1923               | 18 de dezembro de 1923               | António Ginestal Machado 1904                |                                      |
|                                      | Maria Rosa de Meireles Coutinho Garrido de Castro n. 11 de janeiro de 1883 m. 19 de novembro de 1966 (83 anos)                                     | 40 anos, 341 dias                     | 18 de dezembro de 1923               | 7 de julho de 1924                   | Álvaro de Castro 1906                        |                                      |
|                                      | Carolina Maria Pinto da Cunha Saavedra Rodrigues Gaspar n. 16 de setembro de 1888 m. 6 de julho de 1964 (75 anos)                                  | 35 anos, 295 dias                     | 7 de julho de 1924                   | 22 de novembro de 1924               | Alfredo Rodrigues Gaspar 1921                |                                      |
|                                      | Evangelina Ramalho da Silva Domingues dos Santos n. 7 de março de 1887 m. dezembro de 1980 (93 anos)                                               | 37 anos, 260 dias                     | 22 de novembro de 1924               | 16 de fevereiro de 1925              | José Domingues dos Santos 1911               |                                      |
|                                      | Alice Maria Chaves Pereira Guimarães n. 17 de julho de 1876 m. 11 de março de 1942 (65 anos)                                                       | 48 anos, 214 dias                     | 16 de fevereiro de 1925              | 2 de julho de 1925                   | Vitorino Guimarães Desconhecido              |                                      |
|                                      | Adelina Antónia Marques de Lemos da Silva n. 17 de fevereiro de 1873 m. 22 de dezembro de 1929 (56 anos)                                           | 52 anos, 135 dias                     | 2 de julho de 1925                   | 1 de agosto de 1925                  | António Maria da Silva 1912                  |                                      |
|                                      | Maria Leopoldina Guimaraes Carvalho Pereira n. 19 de setembro de 1882 m. 21 de novembro de 1975 (93 anos)                                          | 42 anos, 316 dias                     | 1 de agosto de 1925                  | 18 de dezembro de 1925               | Domingos Leite Pereira Desconhecido          |                                      |
|                                      | Adelina Antónia Marques de Lemos da Silva n. 17 de fevereiro de 1873 m. 22 de dezembro de 1929 (56 anos)                                           | 52 anos, 304 dias                     | 18 de dezembro de 1925               | 29 de maio de 1926                   | António Maria da Silva 1912                  |                                      |
|                                      | Segunda República (1926–1974) |                                       |                                      |                                      |                                              |                                      |
|                                      | Maria das Dores Formosinho Vieira Cabeçadas n. 6 de janeiro de 1878 m. 22 de dezembro de 1949 (71 anos)                                            | 48 anos, 145 dias                     | 31 de maio de 1926                   | 17 de junho de 1926                  | José Mendes Cabeçadas 1911                   |                                      |
|                                      | Henriqueta Júlia de Mira Godinho Gomes da Costa n. 30 de julho de 1863 m. 22 de fevereiro de 1936 (72 anos)                                        | 62 anos, 322 dias                     | 17 de junho de 1926                  | 9 de julho de 1926                   | Manuel Gomes da Costa 1885                   |                                      |
|                                      | Maria do Carmo Ferreira da Silva Carmona n. 21 de outubro de 1878 m. 13 de março de 1956 (77 anos)                                                 | 47 anos, 261 dias                     | 9 de julho de 1926                   | 18 de abril de 1928                  | Óscar Carmona 1914                           |                                      |
|                                      | Maria Beatriz de Freitas Neto n. 12 de janeiro de 1873 m. 2 de novembro de 1957 (84 anos)                                                          | 55 anos, 97 dias                      | 18 de abril de 1928                  | 9 de julho de 1929                   | José Vicente de Freitas 1891                 |                                      |
|                                      | Elisa Antónia de Azevedo Ivens Ferraz n. 9 de dezembro de 1867 m. 19 de junho de 1956 (88 anos)                                                    | 61 anos, 212 dias                     | 9 de julho de 1929                   | 21 de janeiro de 1930                | Artur Ivens Ferraz 1896                      |                                      |
| Vago (viúvo)                         | Vago (viúvo) | Vago (viúvo)                          | 16 de outubro de 1929                | 26 de outubro de 1929                | Luís Maria Lopes da Fonseca                  |                                      |
|                                      | Eugénia Soares de Oliveira n. 31 de janeiro de 1877 m. 8 de junho de 1962 (85 anos)                                                                | 52 anos, 355 dias                     | 21 de janeiro de 1930                | 5 de julho de 1932                   | Domingos Oliveira 1895                       |                                      |
| Vago (solteiro)                      | Vago (solteiro) | Vago (solteiro)                       | 5 de julho de 1932                   | 27 de setembro de 1968               | António de Oliveira Salazar                  |                                      |
|                                      | Teresa Elisa Teixeira de Queirós de Barros Caetano n. 23 de julho de 1906 m. 14 de janeiro de 1971 (64 anos)                                       | 62 anos, 66 dias                      | 27 de setembro de 1968               | 14 de janeiro de 1971✝               | Marcello Caetano 1930                        |                                      |
| Vago (viúvo)                         | Vago (viúvo) | Vago (viúvo)                          | 14 de janeiro de 1971                | 25 de abril de 1974                  | Marcello Caetano 1930                        |                                      |
| Terceira República (1974–presente)   | |                                       |                                      |                                      |                                              |                                      |
|                                      | Elina Júlia Chaves Pereira Guimarães da Palma Carlos n. 8 de agosto de 1904 m. 24 de junho de 1991 (86 anos)                                       | 69 anos, 281 dias                     | 16 de maio de 1974                   | 18 de julho de 1974                  | Adelino da Palma Carlos 1928                 |                                      |
|                                      | Aida Rocha Afonso Gonçalves n. 1916 m. 9 de janeiro de 2010 (93 ou 94 anos)                                                                        | 57 anos, 199 dias a 58 anos, 198 dias | 18 de julho de 1974                  | 19 de setembro de 1975               | Vasco Gonçalves 1950                         |                                      |
|                                      | Maria Susana da Costa Ribeiro Rodrigues Azevedo n. 28 de janeiro de 1910 m. 22 de abril de 1987 (77 anos)                                          | 65 anos, 234 dias                     | 19 de setembro de 1975               | 23 de junho de 1976                  | José Pinheiro de Azevedo 1942                |                                      |
|                                      | Maria Claudiana da Costa Faria de Araújo Almeida e Costa n. 17 de maio de 1934 m. 3 de fevereiro de 2021 (86 anos)                                 | 42 anos, 37 dias                      | 23 de junho de 1976                  | 23 de julho de 1976                  | Vasco Almeida e Costa 1959                   |                                      |
|                                      | Maria de Jesus Simões Barroso Soares n. 2 de maio de 1925 m. 7 de julho de 2015 (90 anos)                                                          | 51 anos, 82 dias                      | 23 de julho de 1976                  | 29 de agosto de 1978                 | Mário Soares 1949                            |                                      |
|                                      | Maria de Lurdes de Carvalho e Cunha Fortes da Gama Nobre da Costa n. 16 de dezembro de 1928 (96 anos)                                              | 49 anos, 256 dias                     | 29 de agosto de 1978                 | 22 de novembro de 1978               | Alfredo Nobre da Costa 1951                  |                                      |
|                                      | Maria Fernanda Cardoso Correia da Mota Pinto n. 29 de março de 1936 (89 anos)                                                                      | 42 anos, 238 dias                     | 22 de novembro de 1978               | 1 de agosto de 1979                  | Carlos Alberto da Mota Pinto Desconhecido    |                                      |
| Vago (solteiro)                      | Vago (solteiro) | Vago (solteiro)                       | 1 de agosto de 1979                  | 3 de janeiro de 1980                 | Maria de Lourdes Pintasilgo                  |                                      |
|                                      | Isabel Maria Ferreira Nunes de Matos de Sá Carneiro n. 1 de outubro de 1936 (88 anos)                                                              | 43 anos, 94 dias                      | 3 de janeiro de 1980                 | 4 de dezembro de 1980                | Francisco Sá Carneiro 1957                   |                                      |
|                                      | Maria José Salgado Sarmento de Matos Freitas do Amaral n. 13 de outubro de 1943 (81 anos)                                                          | 37 anos, 52 dias                      | 4 de dezembro de 1980                | 9 de janeiro de 1981                 | Diogo Freitas do Amaral 1965                 |                                      |
|                                      | Maria Mercedes Aliu Presas Pinto de Balsemão n. 29 de maio de 1949 (76 anos)                                                                       | 31 anos, 225 dias                     | 9 de janeiro de 1981                 | 9 de junho de 1983                   | Francisco Pinto Balsemão 1974                |                                      |
|                                      | Maria de Jesus Simões Barroso Soares n. 2 de maio de 1925 m. 7 de julho de 2015 (90 anos)                                                          | 58 anos, 38 dias                      | 9 de junho de 1983                   | 6 de novembro de 1985                | Mário Soares 1949                            |                                      |
|                                      | Maria Alves da Silva Cavaco Silva n. 19 de março de 1938 (87 anos)                                                                                 | 47 anos, 232 dias                     | 6 de novembro de 1985                | 28 de outubro de 1995                | Aníbal Cavaco Silva 1963                     |                                      |
|                                      | Luísa Amélia Guimarães e Melo de Oliveira Guterres n. 1 de setembro de 1946 m. 28 de janeiro de 1998 (51 anos)                                     | 49 anos, 57 dias                      | 28 de outubro de 1995                | 28 de janeiro de 1998✝               | António Guterres 1972 — 2001                 |                                      |
| Vago (viúvo)                         | Vago (viúvo) | Vago (viúvo)                          | 28 de janeiro de 1998                | 9 de abril de 2001                   | António Guterres 1972 — 2001                 |                                      |
|                                      | Catarina Marques de Almeida Vaz Pinto n. 15 de junho de 1960 (65 anos)                                                                             | 35 anos, 135 dias                     | 9 de abril de 2001                   | 6 de abril de 2002                   | António Guterres 1972 — 2001                 |                                      |
|                                      | Maria Margarida Pinto Ribeiro de Sousa Uva Durão Barroso n. 25 de novembro 1955 m. 18 de agosto de 2016 (60 anos)                                  | 46 anos, 132 dias                     | 6 de abril de 2002                   | 17 de julho de 2004                  | José Manuel Durão Barroso 1980               |                                      |
| Vago (divorciado)                    | Vago (divorciado) | Vago (divorciado)                     | 17 de julho de 2004                  | 12 de março de 2005                  | Pedro Santana Lopes                          |                                      |
| Vago (divorciado)                    | Vago (divorciado) | Vago (divorciado)                     | 12 de março de 2005                  | 21 de junho de 2011                  | José Sócrates                                |                                      |
|                                      | Laura Maria Garcês Ferreira Passos Coelho n. 27 de setembro de 1965 m. 25 de fevereiro de 2020 (54 anos)                                           | 45 anos, 267 dias                     | 21 de junho de 2011                  | 26 de novembro de 2015               | Pedro Passos Coelho 2004                     |                                      |
|                                      | Fernanda Maria Gonçalves Tadeu n. 18 de outubro de 1959 (65 anos)                                                                                  | 56 anos, 39 dias                      | 26 de novembro de 2015               | 2 de abril de 2024                   | António Costa 1987                           |                                      |
|                                      | Carla Maria Rodrigues Neto Montenegro n. 1974 (51 anos)                                                                                            | 49 anos, 93 dias a 50 anos, 92 dias   | 2 de abril de 2024                   | Presente                             | Luís Montenegro 2000                         |                                      |